# Décès en 851
Décès
- 847
- 848
- 849
- 850
- 851
- 852
- 853
- 854
- 855

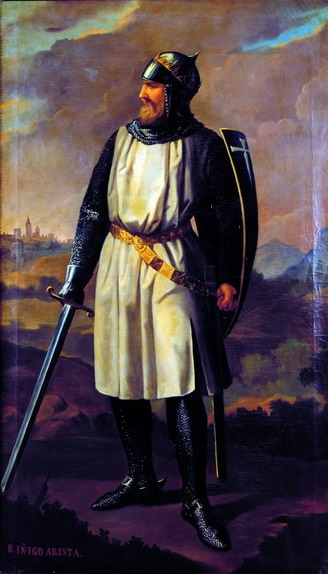
Eneko Arista mort en 851.

Cette page dresse une liste de personnalités mortes au cours de l'année 851 :
- 7 mars : Nominoë, souverain de Bretagne.
- 20 mars : 
  - Ebon de Reims, archevêque de Reims.
  - Ermengarde de Tours, impératrice d'Occident, reine d'Italie et reine de France, épouse de Lothaire Ier.
- mai ou juin : Radelchis, trésorier, puis le prince lombard de Bénévent.
- 22 ou 24 août : Vivien de Tours, comte de Tours, abbé laïc de Saint-Martin et également abbé laïc de Marmoutier.
- 22 octobre : Alodia ( Elodie) et sa sœur Nunilona (Nilno), décapitée en public sur la place principale à Cordoue.
- 24 novembre : Flore et Marie de Cordoue.

- Cináed mac Conaing, roi de Cnogba ( Knowth).
- Eneko Arista, premier roi des Vascons (roi de Navarre), de 824 à 851 ou 852.
- Gauzbert le jeune, comte du Maine.
- Ólchobar mac Cináeda, roi de Munster.

## Crédit d'auteurs
- Cet article est partiellement ou en totalité issu de l'article intitulé « 851 » (voir la liste des auteurs).